# Вечный огонь в СССР
Вечный огонь как монумент павшим воинам получил широкое распространение в СССР. 

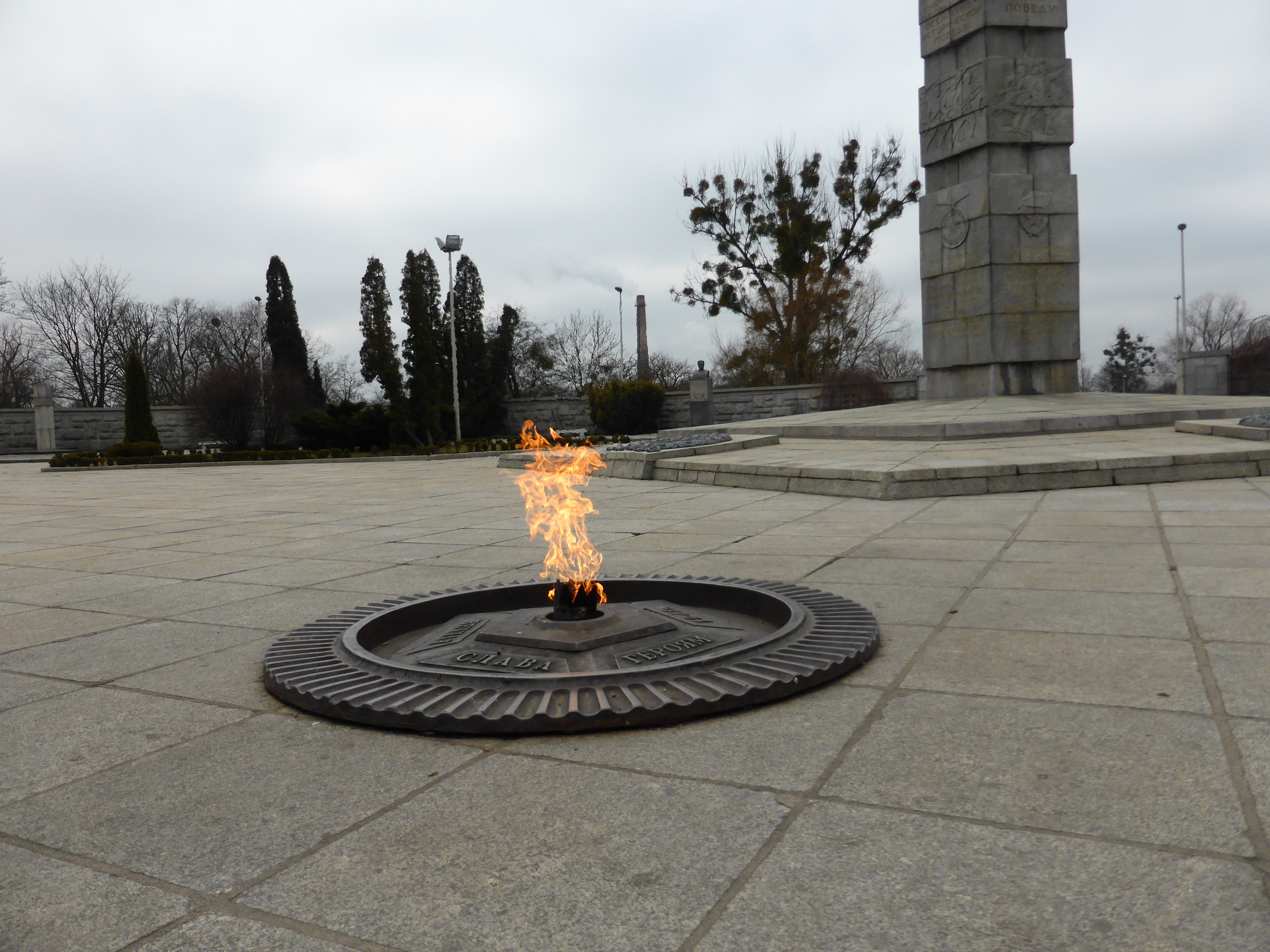
Вечный огонь в Калининграде

## Предыстория
В целом традиция возжигать огни памяти имеет богатую историю. Первый в мире газовый вечный огонь был зажжён 11 ноября 1923 года во Франции в честь погибших солдат Первой мировой войны. Аналогичный вечный огонь в честь погибших во Вторую мировую войну был зажжён 8 мая 1946 года в Польше. Но в России была давняя традиция поминальных свечей, что обусловило широкое распространение практики вечного огня.

## История
Официально первый советский Вечный огонь был зажжён в 1957 году в Ленинграде на Марсовом поле в годовщину Октябрьской революции, и увековечить он должен был прежде всего революционеров. Альтернативной служит версия, согласно которой первый вечный огонь в СССР был зажжен на 2,5 года раньше  в поселке Первомайский (Тульская область).
История появления Вечного огня в Первомайском тесно связана с именем Сергея Александровича Джобадзе — человека с непростой и героической судьбой. В годы войны он служил в штабе истребительных батальонов, готовил диверсионные группы. Позже, уже в мирное время, он возглавил Щекинский газовый завод, а его инициатива стала основой для создания мемориала.
Щекинский район сыграл важную роль в обороне Тулы. Осенью 1941 года здесь шли ожесточенные бои: немцы стремились окружить город, но советские войска стойко удерживали позиции. После войны территория изменилась — воронки и окопы заросли травой, на месте боев появились улицы и дома. В 1948 году было принято решение перезахоронить останки советских солдат в Первомайском, и вскоре здесь появился мемориал.
9 мая 1955 года произошло важное событие: пионерка Люба Коротких вместе с Сергеем Джобадзе зажгли первый Вечный огонь в СССР.  На его создание Джобадзе потратил полученную им Сталинскую премию. Имеется соответствующая фотография. Исследователь Анна Юдкина в своей работе «Памятник без памяти: первый Вечный огонь в СССР» описывает этот момент так: «Перед мемориалом сотрудники местного краеведческого музея развернули передвижную экспозицию с архивными фотографиями, в том числе с открытия памятника, находками местного отряда поисковиков. Одним из главных экспонатов была копия фотографии, запечатлевшей зажжение Вечного огня директором газового завода, фронтовиком Сергеем Джобадзе и школьницей пионеркой. По словам директора музея, на обороте оригинальной фотографии стоит надпись, сделанная от руки: «9 мая 1955 года» — этот ценный экспонат передала музею вдова Джобадзе».
Через два года на этом месте установили памятник «Скорбящий воин» — два солдата, склонивших головы в скорби. Мемориал украсили гранитными плитами, привезенными из Москвы, а скульптурную композицию заказали в киевских мастерских.  

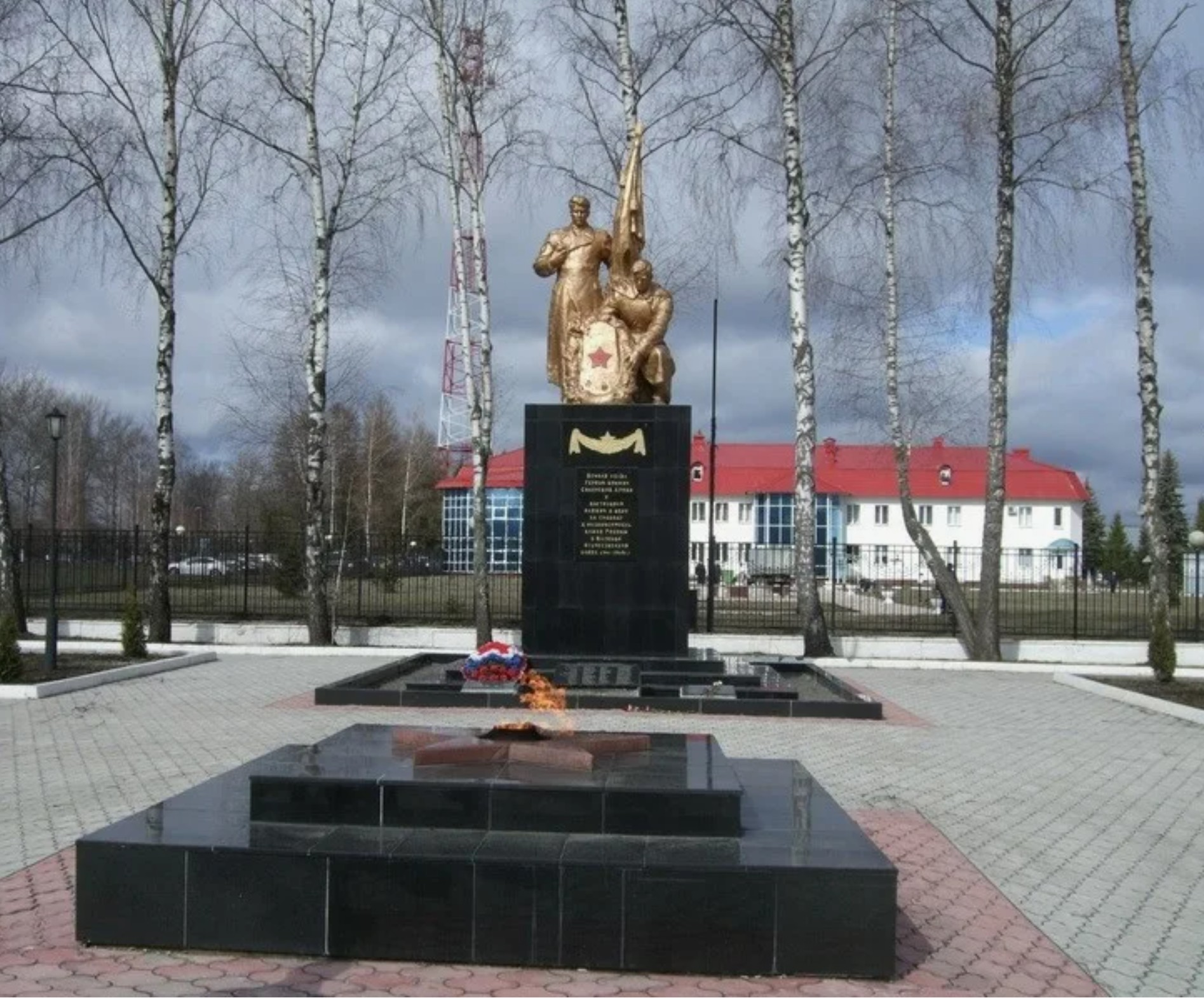
Вечный огонь в поселке Первомайский Тульской области: наши дни

Следующий за пламенем Марсового поля был зажжён вечный огонь в Севастополе на Малаховом кургане. Обряд состоялся 22 февраля 1958 года и был посвящён памяти павших бойцов Советской Армии. В строгом смысле слова он не был вечным, так как его возжигали на башне во время праздников и топливом для него была солярка.
В мае 1960 года частицу Вечного огня из Марсова поля решено было перенести на Пискарёвское кладбище, а в 1965 году — на мемориал в Горьком (Нижнем Новгороде).
8 мая 1967 года вечный огонь был зажжён у Кремлёвской стены в Москве на могиле Неизвестного солдата. Огонь зажигал лично Леонид Брежнев, а факел прибыл из Ленинграда и был зажжён от пламени Марсова поля.

## Форма очага

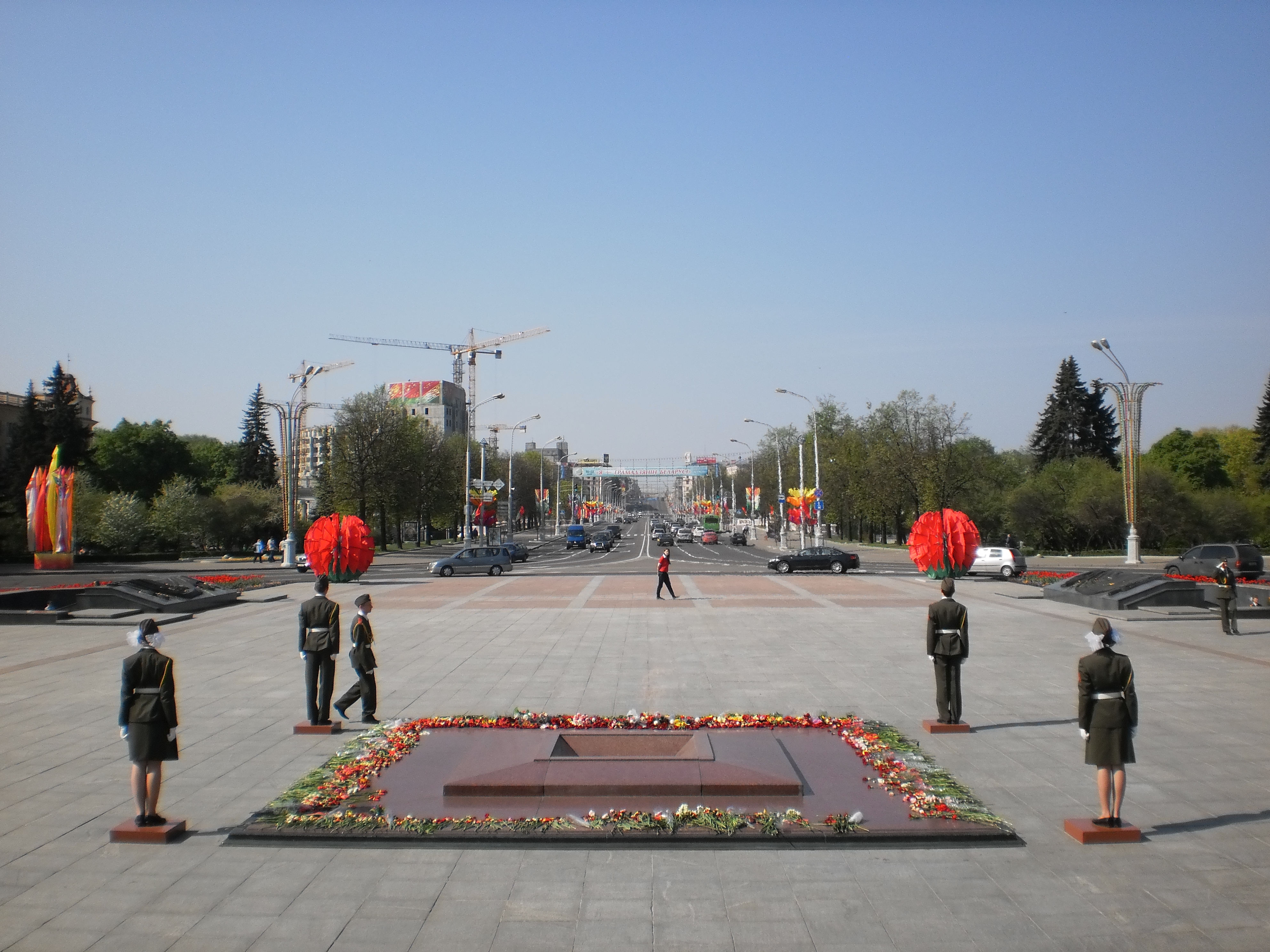
Почётный караул у вечного огня в Минске

Форма очага Вечного огня в СССР имела свои вариации:
- Четырёхугольник (квадрат): Марсово поле и Пискарёвское кладбище в Ленинграде, площадь Победы в Минске, мемориал в Горьком.
- Правильный пятиугольник: памятник 1200 гвардейцам в Калининграде.
- Пентаграмма (пятиконечная звезда): могила Неизвестного Солдата у кремлёвской стены в Москве, Мемориальный комплекс на Корабельной набережной во Владивостоке, Брестская крепость.
- Кольцо (круг): Вечный огонь славы в Новгороде, Памятник вечной славы в Киеве.
- Факел в руке: Мамаев курган в Волгограде.

## Сопутствующие символы
- Каска и знамя (могила Неизвестного Солдата)
- Лавровый венок
- Пятиконечная звезда
- Надпись с указанием даты Великой Отечественной войны («1941—1945»)
- Скульптуры людей в военной форме (солдат в шинели, матрос в бушлате и бескозырке) и с оружием.
- Скульптурное изображение женщины-матери, символизирующей Родину (Пискарёвское кладбище)

## Эпитафии
- «Вечная слава героям, павшим за свободу и независимость нашей Родины» (Волгоград)
- «Имя твоё неизвестно, подвиг твой бессмертен» (Москва, Петрозаводск)
- «Бесстрашно вы пали в борьбе за свободу и подвигом путь к Октябрю озарили» (Кронштадт)

## Ритуалы
К вечному огню принято выставлять почётный караул школьников из числа пионеров или комсомольцев в количестве 2-4 человек обоего пола, которые были облечены в парадную униформу, при этом в руках они имели оружие. Вахта подростков продолжалась 15-20 минут и служила целям патриотического воспитания. Первый почётный караул из двух мальчиков 7 класса с учебными карабинами был выставлен в 1965 году в Волгограде. В 1966 году наряду с мальчиками в составе караула появились и девочки. Из элементов военной формы присутствовали пилотки. Девочки заплетали в волосы белые банты, а на ногах к юбкам одевали белые гольфы. Иногда вместо пилоток были береты, а вместо карабинов автоматы ППШ. Вместо военной формы могла использоваться и парадная пионерская форма (если позволял климат): белые рубашки с пионерскими галстуками, тёмные юбки или брюки
Также у вечного огня было принято возлагать цветы (красные гвоздики) и почитать погибших минутой молчания.

## Критика
Критики вечного огня обращают внимание на языческие корни этого ритуала, восходящего к культу римской богини Весты и вызывающего ассоциации с вечным огнём геенны. Кроме того, в ритуальном плане вечный огонь становится своеобразной альтернативой благодатному огню, когда от него начинают зажигать поминальные свечи.